# Pego (Spanyolország)
Pego község Spanyolországban, Alicante tartományban. Lakosainak száma 10 632 fő (2024). Pego L’Atzúbia, Dénia, Oliva, Orba, El Ràfol d’Almúnia, Sagra, Tormos (Spanyolország) és La Vall d’Ebo községekkel határos.

## Népesség
A település lakosságának változását az alábbi diagram mutatja:
| Lakosok száma | 10 113 | 10 749 | 10 721 | 11 133 | 11 116 | 10 144 | 10 158 | 10 128 | 10 240 | 10 632 |
|               | 2001   | 2004   | 2006   | 2009   | 2011   | 2014   | 2016   | 2019   | 2021   | 2024   |